# Three Hundred (Toronto)
Das Three Hundred ist mit der Fertigstellung im Jahr 2014 eines der neuesten Wohn-Hochhäuser in Toronto, Kanada. Der Name ist wie bei vielen Hochhäusern in Amerika von der Adresse abgeleitet, in diesem Fall von der Hausnummer 300. Das Haus befindet sich an der Front Street West Ecke John Street und damit sehr nahe am CN Tower und Rogers Centre.
Der zentrale Bahnhof Union Station ist etwa 800 Meter Fußweg entfernt.